# خط طول 45° شرق
خط طول 45° شرق هو أحد خطوط الطول الجغرافية، والتي تمتد من القطب الشمالي الجغرافي إلى القطب الجنوبي الجغرافي، وحسب التحويل الزمني يتقدم خط طول 45° شرق عن خط غرينتش بـ3 ساعات و0 دقائق.

## من القطب إلى القطب
ينطلق خط طول 45° شرق من القطب الشمالي نحو القطب الجنوبي مرورا بالمناطق التي ترد في الجدول التالي:
| الإحداثيات                         | البلد أو الإقليم أو البحر | ملاحظات                                                                                              |
| ---------------------------------- | ------------------------- | --- |
| 90°0′N 45°0′E / 90.000°N 45.000°E  | المحيط المتجمد الشمالي    | |
| 80°37′N 45°0′E / 80.617°N 45.000°E | روسيا                     | Island of أرض ألكساندرا                                                                              |
| 80°35′N 45°0′E / 80.583°N 45.000°E | بحر بارنتس                | |
| 68°32′N 45°0′E / 68.533°N 45.000°E | روسيا                     | شبه جزيرة كانين                                                                                      |
| 67°30′N 45°0′E / 67.500°N 45.000°E | بحر بارنتس                | Chesha Bay                                                                                           |
| 67°18′N 45°0′E / 67.300°N 45.000°E | روسيا                     | Passing through بينزا                                                                                |
| 42°43′N 45°0′E / 42.717°N 45.000°E | جورجيا                    | |
| 41°18′N 45°0′E / 41.300°N 45.000°E | أرمينيا                   | |
| 41°3′N 45°0′E / 41.050°N 45.000°E  | أذربيجان                  | يوخاري اسكيبارا أرض مطوقة ومعزولة surrounded by أرمينيا                                              |
| 41°0′N 45°0′E / 41.000°N 45.000°E  | أرمينيا                   | Passing through بحيرة سيفان                                                                          |
| 39°44′N 45°0′E / 39.733°N 45.000°E | أذربيجان                  | جمهورية نخجوان الذاتية أرض مطوقة ومعزولة                                                             |
| 39°25′N 45°0′E / 39.417°N 45.000°E | إيران                     | |
| 36°45′N 45°0′E / 36.750°N 45.000°E | العراق                    | |
| 29°10′N 45°0′E / 29.167°N 45.000°E | السعودية                  | |
| 17°24′N 45°0′E / 17.400°N 45.000°E | اليمن                     | |
| 12°46′N 45°0′E / 12.767°N 45.000°E | المحيط الهندي             | خليج عدن                                                                                             |
| 10°27′N 45°0′E / 10.450°N 45.000°E | الصومال                   | صوماليلاند                                                                                           |
| 8°40′N 45°0′E / 8.667°N 45.000°E   | إثيوبيا                   | |
| 4°56′N 45°0′E / 4.933°N 45.000°E   | الصومال                   | |
| 1°51′N 45°0′E / 1.850°N 45.000°E   | المحيط الهندي             | Passing just west of مايوت, an أقاليم ما وراء البحار of فرنسا                                        |
| 16°8′S 45°0′E / 16.133°S 45.000°E  | مدغشقر                    | |
| 25°30′S 45°0′E / 25.500°S 45.000°E | المحيط الهندي             | |
| 60°0′S 45°0′E / 60.000°S 45.000°E  | المحيط الجنوبي            | |
| 67°46′S 45°0′E / 67.767°S 45.000°E | القارة القطبية الجنوبية   | الإقليم الأسترالي في القارة القطبية الجنوبية, المطالب الإقليمية بالقارة القطبية الجنوبية by أستراليا |